# 五一村区 (克里米亚)
五一村區（烏克蘭語：Первомайський район），是法理上烏克蘭克里米亞自治共和國的一個旧區，但事实上是俄罗斯克里米亞共和國的一个区。位於克里米亞半島西北部，行政中心為五一村。人口数量为35,502人（2013年人口估計）。

## 2020年乌克兰行政区划改革
2020年7月乌克兰在全境实行了行政区划改革，包括当时被俄罗斯占领的克里米亚半岛。克里米亚自治共和国的14个区和11个共和国直辖市重组为10个区。五一村区与原赤卫军村区（库尔曼区）合并为新的库尔曼区。设立新区的法律在2023年9月7日正式生效，但由于乌克兰并未实际控制克里米亚，故事实上新区并未真正运作。

## 人口
根據2001年之烏克蘭人口普查，該地區的人口為40,367人。民族構成：
- 烏克蘭族 - 37.9％
- 俄羅斯族 - 35.1％
- 克里米亞韃靼族 - 21.5％
- 白俄羅斯族 - 1.7％
- 波蘭族 - 0.3％
- 摩爾多瓦族 - 0.3％[6]。

人口自2013年6月1日統計為35,502人。其中城鎮人口為8,976人（25.28％），農村人口為26,526人（74.72％）。